# Váralja
Váralja è un comune dell'Ungheria centro-meridionale di 968 abitanti (dati 2006). È situato nella contea di Tolna.